# 2010年夏季青年奧林匹克運動會排球比賽
2010年夏季青年奧林匹克運動會排球比賽於8月21日至8月26日在新加坡的大巴窑體育館舉行。賽事分為男子組和女子組，共會產生2面金牌。參賽的運動員必須於1992年1月1日至1993年12月31日前出生。

## 参赛队伍
| 大洲   | 男子                            | 女子                        |
| ------ | ------------------------------- | --------------------------- |
| 欧洲   | 塞尔维亚（SRB） · 俄罗斯（RUS） | 比利时（BEL）               |
| 非洲   | 刚果民主共和国（COD）           | 埃及（EGY）                 |
| 北美洲 | 古巴（CUB）                     | 美国（USA）                 |
| 亚洲   | 伊朗（IRI）                     | 新加坡（SIN） · 日本（JPN） |
| 南美洲 | 阿根廷（ARG）                   | 秘鲁（PER）                 |

## 各項成績
| 項目         | 金牌   | 银牌   | 铜牌   |
| 男子（詳細） | 古巴   | 阿根廷 | 俄羅斯 |
| 女子（詳細） | 比利时 | 美国   | 秘魯   |